# なかよし連載作品の一覧
なかよし連載作品の一覧（なかよしれんさいさくひんのいちらん）では講談社の少女漫画雑誌『なかよし』に連載された漫画作品を一覧としてまとめる。
- 本誌連載作品のみに限り、増刊連載作品は含まない。
- 前後編の作品も含まない。
- 掲載順は連載開始順とし、連載開始時期が不明のものについては末尾にまとめている。
- 「←」は移籍元の、「→」は移籍先の雑誌を示す。
- 2025年9月号現在連載中の作品については太字で表記している。

## 1950年代開始

### 1955年開始
- アンナのみたこと（うちのすみお）：1955年1月号 - 7月号
- ボクちゃん探偵長（小野寺秋風）：1955年1月号 - 12月号
- ピヨちゃん行進曲（竹内つなよし）：1955年1月号 - 12月号
- たいこちゃん（早見利一）：1955年1月号 - 12月号
- 紅姫さま（山内竜臣）：1955年1月号 - 12月号
- とんから谷物語（手塚治虫）：1955年1月号 - 1956年3月号
- 白雪小僧（益子かつみ）：1955年1月号 - 1956年12月号
- クミはなかない（わちさんぺい）：1955年5月号 - 12月号

### 1956年開始
- オーケストラの少女（茨木啓一）：1956年1月号 - 12月号
- くさ笛はかなし（竹山のぼる）：1956年1月号 - 12月号
- ルミちゃん先生（早見利一）：1956年1月号 - 12月号
- 歌えよ雪子（高野よしてる）：1956年1月号 - 1957年12月号
- ぽっくり物語（うしおそうじ）：1956年4月号 - 10月号
- クレナイ姫（杵淵やすお）：1956年4月号 - 12月号
- 虹のとりで（手塚治虫）：1956年5月号 - 1957年3月号
- かのこちゃん（山根赤鬼）：1956年6月号 - 1964年8月号
- わたしはポピちゃん（福本一義）：1956年8月号 - 1957年6月号

### 1957年開始
- となりのリコちゃん（早見利一）：1957年1月号 - 5月号
- あらまあ物語（鈴木光明）：1957年1月号 - 7月号
- ゆうやけ日記（竹山のぼる）：1957年1月号 - 12月号
- 星はみている（谷川一彦）：1957年1月号 - 12月号
- こけし探偵局（手塚治虫）：1957年4月号 - 12月号
- すずのなる城（生田一郎）：1957年6月号 - 12月号
- サトコは町の子（永島慎二）：1957年7月号 - 12月号
- ペスよおをふれ（山田えいじ）：1957年8月号 - 1959年12月号
- 天使のひとみ（わたなべまさこ）：1957年11月号 - 1958年9月号

### 1958年開始
- にじをもとめて（まちだうめこ）：1958年1月号 - 3月号
- マリモちゃん（吉田松美、桑島洋）：1958年1月号 - 4月号
- ミツバちゃん（わちさんぺい）：1958年1月号 - 4月号
- いたずらサッちゃん（松沢のぼる）：1958年1月号 - 8月号
- みえないとけい（遠藤政治）：1958年1月号 - 10月号
- キキちゃん（石森章太郎）：1958年1月号 - 12月号
- あかちゃん王子（高野よしてる）：1958年1月号 - 12月号
- 海はしってる（谷川一彦）：1958年1月号 - 3月号、8月号 - 12月号
- まり姫かがみ（田山たもつ[注釈 1]）：1958年1月号 - 12月号
- なかよし横町（山根ただし）：1958年1月号 - 12月号
- リボンの騎士（手塚治虫）：1958年1月号 - 1959年6月号 ※ 単行本では『双子の騎士』に改題。
- ながれゆく花（水島順）：1958年3月号 - 1959年7月号
- 赤い松葉づえ（牧かずま）：1958年4月号 - 9月号
- えりちゃんバンザイ（西田一歩）：1958年4月号 - 12月号
- いちばん鳥物語（よりたやすお）：1958年7月号 - 12月号
- だれかよんでる（遠藤政治）：1958年9月号 - 1960年6月号
- ナナ子よ!（中島利行）：1958年9月号 - 1960年8月号

### 1959年開始
- おてがらチエちゃん（西田一歩）：1959年1月号 - 3月号
- 赤いちょうちょ（よりたやすお）：1959年1月号 - 6月号
- ひよりちゃん旅日記（伊東章夫）：1959年1月号 - 8月号
- アケビちゃん（しのだひでお）：1959年1月号 - 8月号
- ハルミのねがい（高木康之）：1959年1月号 - 8月号
- 山の子マキ（林栄子）：1959年1月号 - 1960年3月号
- おらあトシ子よ（山根ただし）：1959年1月号 - 1960年4月号
- マサ子の谷（藤本章治）：1959年4月号 - 1960年4月号
- 海からきたパール（しのぶいっぺい）：1959年7月号 - 12月号
- ジーナは歌う（水島順）：1959年8月号 - 1960年12月号
- ミッコちゃん（伊東章夫）：1959年9月号 - 1960年12月号

## 1960年代開始

### 1960年開始
- 金色の目（黒田みのる）：1960年1月号 - 12月号
- ママ一ばん星よ（山田えいじ）：1960年1月号 - 1961年3月号
- エンゼルの丘（手塚治虫）：1960年1月 - 1961年12月
- はまべのうた（林栄子）：1960年4月号 - 1961年3月号
- 花の子マリ（古城武司）：1960年5月号 - 1961年3月号
- あらマアちゃん（あかつかふじお）：1960年8月号 - 1961年11月号
- ミーちゃんふたり（よこたとくお）：1960年8月号 - 1961年12月号
- 小リスちゃん（中島利行）：1960年9月号 - 1962年3月号
- となりのマコちゃん（前川かずお）：1960年12月号 - 1961年12月号

### 1961年開始
- 石の花（水野英子）：1961年1月号 – 12月号
- しあわせの星（赤松セツ子）：1961年2月号 - 1964年10月号
- 花のお城のサクラ姫（林栄子）：1961年4月号 - 12月号
- OK！ユミちゃん（古城武司）：1961年4月号 - 12月号
- 星の子ロリー（村野守美）：1961年4月号 - 12月号
- チコとイサム（山田えいじ）：1961年4月号 - 12月号
- ばら色の海（つのだじろう）：1961年7月号 - 12月号
- やんちゃ日記（まゆずみゆきお）：1961年7月号 - 12月号

### 1962年開始
- ヨッコちゃんがきたよ（手塚治虫）：1962年1月号 - 4月号
- ピイチクパアちゃん（よこたとくお）：1962年1月号 - 8月号
- パイナップルパイナちゃん（前川かずお）：1962年1月号 - 11月号
- サムライの子（つのだじろう）：1962年1月号 - 12月号
- 紅つばめ（まゆずみゆきお）：1962年1月号 - 12月号
- 東京少女（みずしまじゅん）：1962年1月号 - 12月号
- まぼろしチャオ→ラリー（村野守美）：1962年1月号 - 12月号
- チビッコ校長（竹原セツ子）：1962年1月号 - 1963年12月号
- そよ風さん（中島利行）：1962年4月号 - 12月号
- すてき！テコちゃん（鈴木麗子→鈴木清子）：1962年4月号 - 1965年12月号
- 野ばらの精（手塚治虫）：1962年5月号 - 12月号

### 1963年開始
- リボンの騎士（セルフリメイク版）（手塚治虫）：1963年1月号 - 1966年10月号
- ルミちゃんがんばれ（つのだじろう）：1963年1月号 - 12月号
- そろばん少女（中島利行）：1963年2月号 - 12月号
- ひとりぼっち（牧美也子）：1963年6月号 - 1965年5月号

### 1964年開始
- バレー少女美香（中島利行）：1964年1月号 - 3月号
- 海の星山の星（望月あきら）：1964年4月号 - 1965年12月号
- てなもんや三度笠（山根赤鬼）：1964年9月号 - 1965年8月号

### 1965年開始
- ヨッちゃんパンチ（今村ゆたか）：1965年4月号 - 1967年9月号
- ふたりだけのゆびきり（松尾美保子）：1965年5月号 - 12月号
- 乙女の祈り（赤松セツ子）：1965年11月号 - 1966年6月号
- 花のコーラス（牧美也子）：1965年11月号 - 1967年4月号
- エンゼルちゃん（長谷川一）：1965年12月号 - 1966年3月号

### 1966年開始
- ジュリエッタ（望月あきら）：1966年1月号 - 7月号
- ガラスのバレーシューズ（松尾美保子）：1966年1月号 - 1967年12月号
- チャコちゃん（竹中きよこ）：1966年4月号 - 1967年4月号
- 東京の王女さま（長谷川一）：1966年7月号 - 9月号
- ひょっこりひょうたん島（菊池ヒロコ）：1966年7月号 - 10月号
- おっと！マチコちゃん（深江恵二子）：1966年7月号 - 1967年5月号
- ロマンスの薬あげます！（楳図かずお）：1966年8月号 - 1967年8月号
- おいでロッテ（望月あきら）：1966年8月号 - 1967年10月号

### 1967年開始
- チャコねえちゃん（竹中きよこ）：1967年5月号 - 1968年4月号
- 星のゆりかご（牧美也子）：1967年5月号 - 1968年7月号
- 女の子あつまれ！（楳図かずお）：1967年9月号 - 1968年7月号
- なんでもヤッちゃん（今村洋子・今村ゆたか）：1967年10月号 - 1968年3月号
- ちびっこ怪獣ヤダモン（有川旭一）：1967年12月号 - 1968年7月号

### 1968年開始
- ゆめのバレリーナ（松尾美保子）：1968年1月号 - 11月号
- なみ子とリカ（望月あきら）：1968年1月号 - 12月号
- チャコとケンちゃん（竹中きよこ）：1968年5月号 - 1969年5月号
- ミス・ワンダー（久松文雄）：1968年8月号 - 12月号
- まごころシリーズ（横山まさみち・作画：松尾啓子）：1968年8月号 - 1969年5月号
- ドレミファそらいけ！（巴里夫）：1968年8月号 - 12月号
- 白鳥の城（牧美也子）：1968年9月号 - 1969年2月号

### 1969年開始
- ドレミファ学園（巴里夫）：1969年1月号 - 12月号
- プリンセスプリンちゃん（古谷三敏）：1969年1月号 - 12月号
- 歌よ！いつまでも（望月あきら）：1969年1月号 - 12月号
- そよかぜ天使（原作：木部恵司・作画：松井由美子）：1969年4月号 - 9月号
- 青空にとび出せ（TBSテレビドラマ・作画：大和和紀）：1969年5月号 - 9月号
- ジャンケン・ケンちゃん（永井豪・野口太陽）：1969年6月号 - 9月号
- 虹色のマリ（里中満智子）：1969年6月号 - 11月号
- シャルマン・ジュジュ（原作：立原えりか・作画：水野英子）：1969年7月号 - 12月号
- ジャン子旋風（野口太陽）：1969年10月号 - 12月号
- マイ・ピンキー（原作：神保史郎・作画：大和和紀）：1969年10月号 - 1970年3月号
- コニーとボク（青池保子）：1969年11月号 - 1970年5月号

## 1970年代開始

### 1970年開始
- ふたりだけのリンド（原作：相良俊輔・作画：望月あきら）：1970年1月号 - 6月号
- 太陽にダッシュ（神奈幸子）：1970年1月号 - 7月号
- マリアンヌ（里中満智子）：1970年1月号 - 7月号
- ポットちゃん（ししふたみ）：1970年1月号 - 12月号
- アストロツイン（竹宮恵子）：1970年4月号 - 6月号
- 青春タッチダウン（原作：神保史郎・作画：大和和紀）：1970年5月号 - 10月号
- どろぼう家族（青池保子）：1970年7月号 - 9月号
- モコの季節（原作：吉野令子・作画：坂本ミドリ）：1970年7月号 - 9月号
- コミック天使（里中満智子）：1970年8月号 - 1971年3月号
- 本日開店（原作：小笠原十余志・作画：神奈幸子）：1970年10月号 - 12月号
- ライバル（原作：岩塚わたる・作画：坂本ミドリ）：1970年10月号 - 12月号

### 1971年開始
- 学園コメディーシリーズ（原作：1月神保,2.3月剣持・作画：いがらしゆみこ）：1971年1月号 - 3月号
- 年ごろだもの（安藤令子）：1971年1月号 - 4月号
- 結婚シリーズ（原作：和歌井希美・作画：細野みち子）：1971年1月号 - 6月号
- メタメタ名作パロディーシリーズ（横山広子）：1971年1月号 - 6月号
- 学園荘203号（原作：久保村恵・作画：北条なみえ）：1971年4月号 - 8月号
- 豪剛学園花の36期生（原作：剣持わたる・作画：いがらしゆみこ）：1971年4月号 - 9月号
- 黒とかげ（原作：江戸川乱歩・作画：高階良子）：1971年4月号 - 1971年8月号
- レモンレモン（構成：このみひかる・作画：美杉ワカ）：1971年4月号 - 12月号
- 風車かざぐるま（安藤令子）：1971年5月号 - 12月号
- BFキャッチ法百科（みなもとたろう・作画グループ）：1971年5月号 - 12月号
- 青春パーフェクト（原作：神保史郎・作画：朝倉じゅん）：1971年6月号 - 12月号
- 広子の道徳シリーズ（横山広子）：1971年7月号 - 12月号
- さるとびエッちゃん（石ノ森章太郎）：1971年10月号 - 12月号
- 血とばらの悪魔（原作：江戸川乱歩・作画：高階良子）：1971年11月号 - 1972年2月号
- レモンスカッシュ4人組（原作：津江沙智子・作画：いがらしゆみこ）：1971年11月号 - 1972年4月号
- Pinkyピンク（里中満智子）：1971年11月号 - 1972年8月号

### 1972年開始
- 好き！すき!!魔女先生（原作：石ノ森章太郎・作画：別府ちづ子）：1972年1月号 - 6月号
- 広子のわらってわらって（横山広子）：1972年1月号 - 12月号
- ドロボウちゃんシリーズ（みなもと太郎）：1972年1月号 - 1976年12月号
- 虹のナナちゃん（原作：剣持わたる・作画：辻村弘子）：1972年2月号 - 1973年1月号
- 夕日の中のサキ（高階良子）：1972年3月号 - 6月号
- まりあちゃんシリーズ（あべまりあ）：1972年4月号 - 12月号
- 20世紀のクレオパトラ（坂本ミドリ）：1972年6月号 - 8月号
- 地獄でメスがひかる（高階良子）：1972年7月号 - 1972年10月号
- ばんざい先生（いがらしゆみこ）：1972年9月号 - 1973年2月号
- ゆびきりゲンマン（原作：津江沙智子・作画：志摩ようこ）：1972年9月号 - 1973年3月号
- アップルマーチ（里中満智子）：1972年10月号 - 1973年4月号

### 1973年開始
- 読み切りギャグシリーズ（横山広子）：1973年1月号 - 12月号
- Oh! 親子どんぶり（坂本ミドリ）：1973年2月号 - 6月号
- さすらいの口ぶえ（高階良子）：1973年3月号 - 1973年7月号
- しあわせリカちゃん（原作：杜木仁・作画：いしだひさよ）：1973年4月号 - 1974年3月号
- 台所ミュージアム（まるやま桂）：1973年5月号 - 8月号
- ひとつ屋根の歌（いがらしゆみこ）：1973年6月号 - 1973年10月号
- 新コジキ伝 （坂本ミドリ）：1973年7月号 - 10月号
- 恋人はあなただけ（里中満智子）：1973年7月号 - 1973年12月号
- キューティーハニー（原作：永井豪・原画：岡崎優）：1973年11月号 - 1974年1月号
- 血まみれ観音（原作：横溝正史・作画：高階良子）：1973年11月号 - 1974年2月号

### 1974年開始
- 敦子のあしたは（原作：吉田とし・作画：いがらしゆみこ）：1974年1月号 - 1974年7月号
- しあわせですか?（里中満智子）：1974年1月号 - 1974年8月号
- 星の子ジュジュ（のなかのばら）：1974年2月号 - 1975年9月号
- ドクターGの島（原作：江戸川乱歩・作画：高階良子）：1974年4月号 - 1974年8月号
- ひとりぼっちの太陽（原作：吉岡道夫・作画：いがらしゆみこ）：1974年10月号 - 1975年3月号
- うたえ！ポピーちゃん（原作：名木田恵子・原画：原ちえこ）：1974年10月号 - 1975年9月号
- ロリアンの青い空（志摩ようこ・加津綾子）：1974年12月号 - 1975年4月号

### 1975年開始
- スポットライト（里中満智子）：1975年1月号 - 1976年9月号
- はるかなるレムリアより（高階良子）：1975年1月号 - 1975年5月号
- モンモちゃん（りょー子きっすもと）：1975年1月号 - 1980年8月号
- キャンディ・キャンディ（原作：水木杏子・原画：いがらしゆみこ）：1975年4月号 - 1979年3月号
- あいLOVEポピーちゃん（峡塚のん・加津綾子）：1975年10月号 - 1976年9月号
- エンゼル=トリオ恋ぐるい（別府ちづ子）：1975年10月号 - 1975年12月号
- タランチュラのくちづけ（原作：佐山哲郎・作画：高階良子）：1975年10月号 - 1976年3月号

### 1976年開始
- わんころべえ（あべゆりこ）：1976年1月号 - 連載中
- メリールウの王子さま（原作：根本ひろむ・作画：別府ちづ子）：1976年4月号 - 1976年7月号
- 化石の島（高階良子）：1976年6月号 - 1976年8月号
- こっちむいてスーキー（たかなし♥しずえ）：1976年10月号 - 1976年12月号
- ミスターレディ（里中満智子）：1976年10月号 - 1977年8月号
- 白夜のナイチンゲール（原作：名木田恵子・作画：志摩ようこ）：1976年12月号 - 1977年5月号

### 1977年開始
- おませなユーミン（エンゼル松本）：1977年1月号 - 1979年8月号
- チョンチョンこまめちゃん（あなだ♠もあ）：1977年4月号 - 1986年12月号
- しあわせ色の風景（たかなし♥しずえ）：1977年5月号 - 1977年10月号
- 三つのブランコの物語（原ちえこ）：1977年9月号 - 1977年11月号
- GOOD MORNING メグ（高橋千鶴）：1977年10月号 - 1978年1月号
- あかね雲（里中満智子）：1977年12月号 - 1978年12月号

### 1978年開始
- おはよう!スパンク（原作：雪室俊一・作画：たかなし♥しずえ）：1978年2月号 – 1982年3月号
- サニーあなたの番よ!（佐藤まり子・名木田恵子）：1978年1月号 - 1978年10月号
- フォスティーヌ（原ちえこ）：1978年3月号 - 1979年8月号
- 銀河のプリンセス（牧村ジュン）：1978年8月号 - 1978年9月号
- LET'S SMILE メグ（高橋千鶴）：1978年10月号 - 1979年4月号 ※「GOOD MORNING メグ」の続編。

### 1979年開始
- 大江戸らぷそでぃ（牧村ジュン）：1979年3月号 - 1979年4月号
- メイミー♥エンジェル（いがらしゆみこ）：1979年4月号 - 1980年12月号
- しあわせ半分こ（高橋千鶴）：1979年6月号 - 1979年11月号
- みにみにミッキー（エンゼル松本）：1979年9月号 - 1982年3月号
- 末は博士か花よめか（牧村ジュン）：1979年9月号 - 1980年5月号

## 1980年代開始

### 1980年開始
- コクリコ坂から（原作：佐山哲郎・作画：高橋千鶴）：1980年1月号 - 1980年8月号
- そよ風さん見えますか?（いでまゆみ）：1980年1月号 - 1980年4月号
- オレンジ通信（たかなししずえ）：1980年2月号 - 1980年6月号
- ぼくたちの行進曲（原作：佐和みずえ・作画：水上澄子）：1980年2月号,4月号,6月号(全3回)
- きらら星の大予言（原作：水木杏子・作画：あさぎり夕）：1980年5月号 - 1981年4月号
- OH!サンシャイン（原ちえこ）：1980年6月号 - 1980年11月号
- 地獄への招待状（星川とみ）：1980年7月号 - 1980年10月号
- とびだせ！マオ（いまいかおる）：1980年9月号 - 1981年3月号
- あこがれ♥二重唱（原作：佐和みずえ・作画：佐藤まり子）：1980年10月号 - 1981年3月号
- ミルキー☆レディ（高橋千鶴）：1980年12月号 - 1981年7月号

### 1981年開始
- なんとかしなくちゃ!（山中恒・いでまゆみ）：1981年1月号 - 1981年6月号
- ティム♡ティム♡サーカス（原作：水木杏子・作画：いがらしゆみこ）：1981年3月号 - 1982年3月号
- にゃんこちゃん日記（ポッポ笠原）：1981年4月号 - 1982年6月号
- あいつがHERO!（あさぎり夕）：1981年5月号 - 1982年3月号
- おちこぼれ同盟（原作：佐和みずえ・作画：佐藤まり子）：1981年5月号 - 1981年10月号
- 風のソナタ（原ちえこ）：1981年7月号 - 1982年6月号
- きゃらめるフィーリング（高橋千鶴）：1981年9月号 - 1982年2月号
- 妖鬼妃伝（美内すずえ）：1981年9月号 - 1981年11月号
- 思いっきりピーマン（いでまゆみ）：1981年12月号 - 1982年5月号

### 1982年開始
- 悪魔のファンタジー（原作：赤川次郎・作画：曽根原澄子）：1982年2月号 - 1982年4月号
- KUNG・FU★レディー（牧村ジュン）：1982年3月号 - 1982年6月号
- ころんでポックル（いがらしゆみこ）：1982年4月号 - 1983年11月号
- ほほえみZOOミング（原作：安芸永里子・作画：たかなししずえ）：1982年4月号 – 1982年12月号
- ジミー＆セーラ（エンゼル松本）：1982年4月号 - 1983年4月号
- こっちむいてラブ!（あさぎり夕）：1982年5月号 - 1983年12月号
- おたすけ飛行船（原作：しのざきよしみ・作画：佐藤まり子）：1982年6月号 – 1982年11月号
- とんでモン・ペ（いまいかおる）：1982年6月号 - 1983年4月号
- 黒の輪舞（松本洋子）：1982年7月号 - 1982年9月号
- パイナップルみたい♥（竹本泉）：1982年7月号 - 1982年12月号
- 乙女心が傷つくの（いでまゆみ）：1982年8月号 - 1982年9月号
- ひよ子だあ〜!（室山まゆみ）：1982年8月号 - 1985年12月号
- 愛してもいいですか？（曽根原澄子）：1982年10月号 - 1983年3月号
- さくらんぼデュエット（高橋千鶴）：1982年10月号 - 1983年3月号

### 1983年開始
- やったね!甚八（いでまゆみ）：1983年1月号 - 1983年6月号
- あおいちゃんパニック!（竹本泉）：1983年2月号 - 1984年7月号
- くせっ毛ララバイ（原ちえこ）：1983年3月号 - 1984年5月号
- すきゃんだる♥4（さこう栄）：1983年4月号 - 1983年7月号
- とんねるミッキーズ（佐藤まり子）：1983年4月号 - 1983年7月号
- おめめの法則（小林けいすけ）：1983年4月号 - 1983年7月号
- 殺人よこんにちは（原作：赤川次郎・作画：松本洋子）：1983年7月号 - 1983年10月号
- らくがき！ヤンチャ隊（小林けいすけ）：1983年8月号 - 1986年4月号
- ふたご座恋愛事件（さこう栄・岸本けいこ）：1983年11月号 - 1984年2月号
- 62日の砂時計（曽根原澄子）：1983年12月号 - 1984年3月号

### 1984年開始
- アップルどりいむ（あさぎり夕）：1984年1月号 - 1985年1月号
- ティンクル・スター2（原作：井沢満・作画：いがらしゆみこ）：1984年2月号 - 1984年7月号
- チャンスだピンチだABO（原作：岸本けいこ・作画：堺紀世）：1984年3月号 - 1984年6月号
- シンデレラ特急（松本洋子）：1984年4月号 - 1984年7月号
- アタッカーYOU!（原案：小泉志津夫・作画：牧村ジュン）：1984年5月号 - 1985年5月号
- 木の実はあとふる（いでまゆみ）：1984年6月号 - 1984年9月号
- 空ちゃんのぼうし（たかなし♥しずえ）：1984年8月号 - 1985年7月号
- なつき長月神無月（原作：藤本ひとみ・作画：さこう栄）：1984年8月号 - 1984年12月号
- 魔法使いさんおしずかに！（竹本泉）：1984年9月号 - 1985年9月号
- アンはアン（いがらしゆみこ）：1984年10月号 - 1986年1月号

### 1985年開始
- あこがれ冒険者（あさぎり夕）：1985年2月号 - 1986年4月号
- ストロベリー探偵団（松本洋子）：1985年3月号 - 1985年8月号
- 虹の伝説（原ちえこ）：1985年4月号 - 1986年11月号
- 倫敦館夢だより（竹田真理子）：1985年7月号 - 1985年10月号
- ○×△まるばつさんかく（たかなししずえ）：1985年9月号 - 1985年11月号
- オッス！いちじん（西原ちか）：1985年12月号 - 1986年1月号
- ぬすまれた放課後（原作：赤川次郎・作画：松本洋子）：1985年12月号 - 1986年8月号

### 1986年開始
- ミラクルアベニュー1番地（原作：夢雪湖・作画：上野すばる）：1986年1月号 - 1986年3月号
- 蝶の舞う日（牧村ジュン・佐和みずえ）：1986年1月号 - 1986年10月号
- 海ちゃんどんな色（たかなししずえ）：1986年1月号 - 1987年3月号
- いつかグリーンパラダイス（竹田真理子）：1986年2月号 - 1986年10月号
- 子ねこちゃんメトロノーム（八木ちあき）：1986年4月号 - 1986年6月号
- ギンガム・AGE（高杉菜穂子）：1986年4月号 - 1986年12月号
- なな色マジック（あさぎり夕）：1986年5月号 - 1988年8月号
- ぽーきゅぱいん（ひうらさとる）：1986年5月号 - 1987年10月号
- きらきら星変奏曲（森下さとみ）：1986年7月号 - 1986年9月号
- あんみつ姫（竹本泉・原案：倉金章介）：1986年9月号 - 1987年8月号
- 呪いの黒十字（松本洋子）：1986年10月号 - 1987年8月号
- 謝・謝・桃華（西原ちか）：1986年10月号 - 1987年10月号

### 1987年開始
- わたしはおじぞー（平園マリ香）：1987年1月号 - 1987年10月号
- ウーロンてぃーちゃあ（あなだ・もあ）：1987年1月号 - 1987年12月号
- はあとシグナル（八木ちあき）：1987年1月号 - 1987年8月号
- ピンクのイレブン（原作：神崎あおい・作画：高橋千鶴）：1987年2月号 - 1987年11月号
- いちごみるく3（竹田真理子）：1987年3月号 - 1988年1月号
- 指輪物語（高杉菜穂子）：1987年4月号 - 1989年12月号
- 赤いふうせん（たておか夏希）：1987年5月号 - 1987年10月号
- ヒロインになりたい（森下さとみ）：1987年8月号 - 1987年10月号
- のんすとっぷ（わだかづよ）：1987年8月号 - 1987年10月号
- おまかせランチ（たかなししずえ）：1987年9月号 - 1987年11月号
- スイートすまいる（八木ちあき）：1987年10月号 - 1987年12月号
- 見えないシルエット（松本洋子）：1987年11月号 - 1988年3月号
- プレゼント（たておか夏希）：1987年11月号 - 1988年1月号
- マリ香のおしゃべりポッケ（平園マリ香）：1987年11月号 - 1989年11月号
- がんばれ！ジュンちゃんズ（森下さとみ）：1987年12月号 - 1988年6月号
- トゥインクルきゃっと（片岡みちる）：1987年12月号 - 1989年12月号

### 1988年開始
- エンジェル・ブルー（ひうらさとる）：1988年1月号 - 1988年3月号
- あい・きらら（わだかづよ）：1988年1月号 - 1988年3月号
- おじゃまランド（あなだ・もあ）：1988年1月号 - 1988年12月号
- ペンギン探偵団（猫部ねこ）：1988年2月号 - 1988年3月号
- ぽてとちっぷ（竹田真理子）：1988年2月号 - 1988年11月号
- いまどき少女図鑑（たておか夏希）：1988年3月号 - 1988年11月号
- おもちゃ箱革命（八木ちあき）：1988年3月号 - 1990年5月号
- 花まるカンパニー（秋元奈美）：1988年4月号 - 1988年8月号
- レピッシュ!（ひうらさとる）：1988年4月号 - 1989年9月号
- すくらんぶる同盟（松本洋子）：1988年5月号 - 1991年7月号
- ウインク・レイン（武内直子）：1988年7月号 - 1988年9月号
- どっきんタイムトリップ（猫部ねこ）：1988年7月号 - 1988年10月号
- アイ・Boy（あさぎり夕）：1988年9月号 - 1990年9月号
- Pなつ通り（秋元奈美）：1988年10月号 - 1990年3月号
- ひよこ時計PiPiPi（高瀬綾）：1988年11月号 - 1989年3月号

### 1989年開始
- りんごの星時間（竹田真理子）：1989年1月号 - 1989年6月号
- まかせてポン！（あなだ・もあ）：1989年1月号 - 1990年3月号
- きんぎょ注意報!（猫部ねこ）：1989年2月号 - 1993年6月号
- ときめきの法則（あゆみゆい）：1989年4月号 - 1989年8月号
- ぶらっでぃー・まりー（高瀬綾）：1989年8月号 - 1989年11月号
- レモンの休日（竹田真理子）：1989年9月号 - 1990年2月号
- 月下美人（ひうらさとる）：1989年10月号 - 1990年12月号
- 六華のささやき（福原ふみよ）：1989年11月号 - 1990年2月号
- ま・り・あ（武内直子）：1989年12月号 - 1990年5月号
- きうぴーさん（平園マリ香）：1989年12月号 - 1991年1月号

## 1990年代開始

### 1990年開始
- 時計じかけのエトランゼ（あゆみゆい）：1990年1月号 - 1990年4月号
- オレンジポケット（高瀬綾）：1990年2月号 - 1990年7月号
- 月うさぎたまご姫（片岡みちる）：1990年3月号 - 1990年12月号
- スマイルアゲイン（高杉菜穂子）：1990年4月号 - 1990年11月号
- ひかりちゃんSHOCK！（山田浩一）：1990年4月号 - 1991年1月号
- DYNAMITES！（飛鳥あると）：1990年4月号 - 1990年8月号
- アマリリス（竹田真理子）：1990年5月号 - 1990年11月号
- リトル行進曲（八木ちあき）：1990年7月号 - 1992年6月号
- 光の中の子供たち（福原ふみよ）：1990年8月号 - 1990年11月号
- 家族のモンダイ（早稲田ちえ）：1990年9月号 - 1990年12月号
- ミンミン!（あさぎり夕）：1990年10月号 - 1990年12月号
- Theチェリー・プロジェクト（武内直子）：1990年10月号 - 1991年12月号
- ミラクル☆ガールズ（秋元奈美）：1990年11月号 - 1994年3月号
- 浦島学園パイレーツ組（富沢珠緒）：1990年12月号 - 1991年3月号

### 1991年開始
- 流れ星ロマンス（高瀬綾）：1991年1月号- 1991年4月号
- コンなパニック（あさぎり夕）：1991年1月号 - 1992年11月号
- アイネ・クライネ（竹田真理子）：1991年2月号 - 1991年9月号
- わんだ〜・わ〜るど（片岡みちる）：1991年2月号 - 1992年3月号
- パラダイスカフェ（ひうらさとる）：1991年4月号 - 1992年7月号
- うぇるかむ!（原作：芳村杏・作画：あゆみゆい）：1991年5月号 - 1992年3月号
- 月夜にぽよよ〜ん（たかなししずえ）：1991年6月号 - 1991年8月号
- 学園宝島（海野つなみ）：1991年7月号 - 1991年10月号
- 花園のヒ・ミ・ツ（有沢遼）：1991年10月号 - 1992年1月号
- シュビドゥバ家族（池田貢））：1991年11月号 - 1992年1月号
- 見えない顔（松本洋子）：1991年11月号 - 1992年6月号
- くまさんかれんだー（たかなししずえ）：1991年12月号 - 1995年1月号

### 1992年開始
- 好きっていわない!（早稲田ちえ）：1992年1月号 - 1992年4月号
- 美少女戦士セーラームーン（武内直子）：1992年2月号 - 1997年3月号
- たんぽぽのティアラ（竹田真理子）：1992年3月号- 1992年8月号
- 聖ルームメイト（高瀬綾）：1992年4月号 - 1992年9月号
- うしろのはてな（片岡みちる）：1992年5月号 - 1993年3月号
- わがまま青春バレー部（飛鳥あると）：1992年5月号 - 1992年8月号
- カーテンコール!（有沢遼）：1992年6月号 - 1992年11月号
- あずきちゃん（原作：秋元康・作画：木村千歌）：1992年8月号 - 1997年4月号
- ロマンスのたまご（海野つなみ）：1992年9月号 - 1992年12月号
- 心のスウィング（新井葉月）：1992年10月号 - 1993年1月号
- ポケット・パーク（八木ちあき）：1992年10月号 - 1994年1月号
- 殺意のメッセージ（松本洋子）：1992年11月号 - 1993年5月号
- くるみと七人のこびとたち（高瀬綾）：1992年12月号 - 1995年2月号

### 1993年開始
- 太陽にスマッシュ!（あゆみゆい）：1993年1月号 - 1993年8月号
- くせになりそう（なかの弥生・芳村杏）：1993年2月号 - 1993年4月号
- 星の島のるるちゃん（ふくやまけいこ）：1993年4月号 - 1994年8月号
- しましましっぽ（片岡みちる）：1993年5月号 - 1994年3月号
- 熱烈台風娘（立川恵）：1993年6月号 - 1994年2月号
- 超くせになりそう（原作：吉村杏・作画：なかの弥生）：1993年7月号 - 1995年1月号 ※「くせになりそう」の続編。
- 緊急出動すずめちゃん!（柴田亜美）：1993年10月号 - 1994年9月号
- 魔法騎士レイアース（CLAMP）：1993年11月号 - 1996年4月号

### 1994年開始
- 闇は集う（松本洋子）：1994年2月号 - 1999年3月号
- ようこそ!微笑寮へ（原作：遠藤察男・作画：あゆみゆい）：1994年3月号 - 1996年2月号
- メリーゴーランド（八木ちあき）：1994年4月号 - 1995年5月号
- さくらんぼねむり姫（片岡みちる）：1994年5月号 - 1995年3月号
- きらら音符（猫部ねこ）：1994年7月号 - 1995年2月号
- 怪盗セイント・テール（立川恵）：1994年10月号 - 1996年10月号
- まぼろし谷のねんねこ姫（ふくやまけいこ）：1994年11月号 - 1998年3月号

### 1995年開始
- トマトな一日（立山京）：1995年2月号 - 1999年2月号
- 南第一学園（紫部さかな）：1995年2月号 - 1998年5月号
- レッツ バリボー!（小坂理絵）：1995年2月号 - 1995年4月号
- あいりんドリーム（猫部ねこ）：1995年5月号 - 1996年7月号
- かえで忍法帳（原作：芳村杏・作画：なかの弥生）：1995年6月号 - 1995年11月号
- やまとなでしこ同盟（野村あきこ）：1995年6月号 - 1995年10月号
- タイホしてみーな!（川村美香）：1995年7月号 - 1996年9月号
- モンキースペシャル'95→'96（鮎川いわな）：1995年8月号 - 1996年1月号
- アルバイトKIDS★GO!（高瀬綾）：1995年8月号 - 1996年1月号
- プライベートアイズ（野村あきこ）：1995年12月号 - 1996年11月号

### 1996年開始
- 海の碧・空の青（八木ちあき）：1996年2月号 - 1996年7月号
- ボンジュール（鮎川いわな）：1996年2月号 - 1998年3月号
- デリシャス!（原作：小林深雪・漫画：あゆみゆい）：1996年4月号 - 1999年3月号
- カードキャプターさくら（CLAMP）：1996年6月号 - 2000年8月号
- とんでもナイト（小坂理絵）：1996年6月号 - 1997年8月号
- せりなリニューアル!（高瀬綾）：1996年8月号 - 1997年1月号
- あわせて1本!（川村美香）：1996年11月号 - 1997年11月号

### 1997年開始
- CUTE BEAT おしゃれクラブ!（岡本慶子）：1997年1月号 - 1997年6月号
- 夢幻伝説 タカマガハラ（立川恵）：1997年2月号 - 1999年6月号
- すてきにディッシュアップ!（野村あきこ）：1997年3月号 - 1997年8月号
- 水色のたまご（たておか夏希）：1997年4月号 - 1998年3月号
- ミル・フルール（秋元奈美）：1997年6月号 - 1998年6月号
- キュリオショップせぴあ堂（高瀬綾）：1997年7月号 - 1997年12月号
- 夢のクレヨン王国（片岡みちる）：1997年8月号 - 1998年8月号 ※ 本来は該当号以降も続く予定だったが、1998年9月号で連載中止を発表。
- PQエンジェルス（武内直子）：1997年9月号 - 1997年12月号
- てんしっちのたまごっち（かなしろにゃんこ）：1997年10月号 - 1998年10月号
- ウエディング★キッス（井沢陽子）：1997年12月号 - 1998年3月号
- JOKER（野村あきこ）：1997年12月号 - 1998年11月号

### 1998年開始
- ヒロインをめざせ!（小坂理絵）：1998年1月 - 1999年1月
- だぁ!だぁ!だぁ!（川村美香）：1998年2月号 - 2002年3月号 ※「新☆だぁ!だぁ!だぁ!」に改題して継続。
- 恋愛向上委員会 ジューシーフルーツ（有沢遼）：1998年2月号 - 2006年12月号
- アキハバラ電脳組 パタPi!（ことぶきつかさ）：1998年2月号 - 1998年12月号
- こまんたれぶう（鮎川いわな）：1998年4月号 - 1999年3月号
- ツイてるね聖ちゃん（安藤なつみ）：1998年4月号 - 1998年8月号
- GO AHEAD!（真伊藤）：1998年4月号 - 1998年9月号
- RSRアールズレボリューション（えぬえけい）：1998年6月号 - 1998年11月号
- 幻想曲芸団（紫部さかな）：1998年6月号 - 1999年3月号
- My dear（高瀬綾）：1998年7月号 - 1998年12月号
- ゴーストハント（小野不由美・いなだ詩穂）：1998年8月号 - 2000年10月号 ←『Amie』
- グラニュー島! 大冒険（ふくやまけいこ）：1998年9月号 - 1999年1月号
- けん・けん・ぱっ!（真伊藤）：1998年10月号 - 2000年12月号
- スーパードール★リカちゃん（征海未亜）：1998年11月号 - 1999年10月号
- COOL!（神崎裕）：1998年12月号 - 1999年5月号
- バージンブルー（井沢陽子）：1998年12月号 - 1999年4月号

### 1999年開始
- スマイルでいこう（安藤なつみ）：1999年2月号 - 1999年12月号
- ほしいのはひとつだけ（高瀬綾）：1999年2月号 - 2000年3月号
- ムーぽん（かなしろにゃんこ）：1999年3月号 - 2001年7月号
- マリジュン（桜井明子）：1999年3月号 - 1999年8月号
- おジャ魔女どれみ（たかなししずえ）：1999年3月号 - 2000年2月号
- ふぞろいのキノコたち（北野タケコ）：1999年4月号 - 2000年12月号
- 呪って♡あっこちゃん（猫部ねこ）：1999年4月号 - 1999年10月号
- B-ウォンテッド（えぬえけい）：1999年4月号 - 2001年12月号
- うるきゅー（秋元奈美）：1999年6月号 - 2003年7月号
- トップ オブ ザ ワールドな人たち（小坂理絵）：1999年7月号 - 2000年2月号
- 電脳少女☆Mink（立川恵）：1999年9月号 - 2002年1月号
- ワーキング娘。（水上航）：1999年10月号 - 2000年12月号
- ぜんまいじかけのティナ（原作：明貴美加・作画：あゆみゆい）：1999年11月号 - 2001年2月号

## 2000年代開始

### 2000年開始
- ウ・シ・ロNO天使（恵月ひまわり）：2000年2月号 - 2000年7月号
- セ★ブ★ン（桜井明子）：2000年2月号 - 2000年9月号
- 恋してアラビアータ（ナフタレン水嶋）：2000年2月号 - 2003年3月号
- おジャ魔女どれみ♯（たかなししずえ）：2000年3月号 - 2001年2月号
- マリアっぽいの!（安藤なつみ）：2000年4月号 - 2001年3月号
- おとなにナッツ（フクシマハルカ）：2000年6月号 - 2002年1月号
- VAMP!?（小坂理絵）：2000年8月号 - 2001年1月号
- 東京ミュウミュウ（吉田玲子・征海未亜）：2000年9月 - 2003年1月 ※「東京ミュウミュウあ・ら・もーど」に改題して継続。
- どこでもハムスター（猫部ねこ）：2000年9月号 - 2002年3月号
- ビカビカ（香成かおり）：2000年10月号 - 2001年5月号

### 2001年開始
- POCHI （真伊藤）：2001年1月号 - 2002年7月号
- みるくSHAKE!（恵月ひまわり）：2001年1月号 - 2002年7月号
- ODAIBAラブサバイバル（脚本：小林深雪・作画：白沢まりも）：2001年2月号 - 2001年7月号
- 夢見なサイキック!（水上航）：2001年2月号 - 2002年1月号
- も～っと! おじゃ魔女どれみ（たかなししずえ）：2001年3月号 - 2002年2月号
- 十二宮でつかまえて（安藤なつみ）：2001年4月号 - 2003年1月号
- 娘。物語―モーニング娘。オフィシャルストーリー（原作：田中利花・漫画：神崎裕）：2001年6月号 - 2004年4月号
- スイート・リベンジ（高瀬綾）：2001年8月号 - 2002年1月号

### 2002年開始
- どーなつプリン（猫部ねこ）：2002年2月号 - 2004年8月号
- ビビってむーちょ♥（フクシマハルカ）：2002年2月号 - 2002年9月号
- おじゃ魔女どれみドッカーン!（たかなししずえ）：2002年3月号 - 2003年1月号
- ほっぺにチューボー!（原作：夏川涼香・作画：おおうちえいこ）：2002年4月号 - 2003年10月号
- ぱ・ら・こんとろーる（えぬえけい）：2002年2月号 - 2002年4月号
- ラブ♡ウィッチ（武内直子）：2002年4月号 - 2002年6月号
- 新☆だぁ!だぁ!だぁ!（川村美香）：2002年5月号 - 2003年2月号 ※「だぁ!だぁ!だぁ!」の続編。
- 結婚しようよ（水上航）：2002年5月号 - 2003年11月号
- 学園天国（原明日美）：2002年6月号 - 2002年10月号
- よばれてとびでて!アクビちゃん（上北ふたご）：2002年6月号 - 2004年3月号
- ぴちぴちピッチ（横手美智子・花森ぴんく）：2002年8月 - 2005年3月
- ふぉうちゅんドッグす（真伊藤、原作：友野康治）：2002年8月号 - 2003年5月号
- ちゃんねるW（えぬえけい）：2002年11月 - 2003年5月
- かみちゃまかりん（コゲどんぼ）：2002年12月号 - 2008年5月号

### 2003年開始
- アイがなくちゃね!（フクシマハルカ）：2003年2月号 - 2003年7月号
- まもって!ロリポップ（菊田みちよ）：2003年2月号 - 2005年7月号
- 東京ミュウミュウあ・ら・もーど（征海未亜）：2003年3月 - 2004年1月 ※「東京ミュウミュウ」の続編。
- 明日のナージャ（原作：東堂いづみ・漫画：あゆみゆい）：2003年3月号 - 2004年2月号
- ワイルドだもん（安藤なつみ）：2003年4月号 - 2004年5月号
- なっちのはじまりタイムスリップ（白沢まりも）：2003年6月号 - 2003年12月号
- どうぶつ島のチョビぐるみ（かなしろにゃんこ、原案：ヨシヤス）：2003年6月号 - 2006年1月号
- シュガシュガルーン（安野モヨコ）：2003年9月号 - 2007年5月号
- ハッピーアイスクリーム!（川村美香）：2003年10月号 - 2004年12月号

### 2004年開始
- アヒル（恵月ひまわり）：2004年1月号 - 2004年6月号
- ビキニ！（水上航）：2004年2月号 - 2004年10月号
- ふたりはプリキュア（原作：東堂いづみ・まんが：上北ふたご）：2004年3月号 - 2005年2月号
- ゴックン!ぷーちょ（遠山えま）：2004年4月号 - 2005年7月号
- プリ☆ハニ（秋元奈美）：2004年5月号 - 2005年3月号
- チェリージュース（フクシマハルカ）：2004年7月号 - 2006年1月号
- キッチンのお姫さま（脚本：小林深雪・作画：安藤なつみ）：2004年9月号 - 2008年9月号

### 2005年開始
- とき☆めか!（武内直子）：2005年1月号 - 2006年5月号
- トモダチ（原明日美）：2005年2月号 - 2006年3月号
- ぱにっくXぱにっく（川村美香）：2005年3月号 - 2005年11月号
- ふたりはプリキュアマックスハート（原作：東堂いづみ・まんが：上北ふたご）：2005年3月号 - 2006年2月号
- きらら☆プリンセス（脚本：田中利花・作画：小鷹ナヲ）：2005年4月号 - 2006年7月号 →『なかよしラブリー』
- 不思議通販けろりん堂（水上航）：2005年5月号 - 2005年9月号
- ニーハオ パオパオ（ハタノヒヨコ）：2005年6月号 - 2008年11月号
- 王子様のつくりかた（桃雪琴梨）：2005年7月号 - 2006年5月号
- ママコレ（遠山えま）：2005年9月号 - 2007年3月号
- 少女天使みるきゅーと（菊田みちよ）：2005年10月号 - 2006年7月号
- 地獄少女（地獄少女プロジェクト・永遠幸）：2005年11月号 - 2008年9月号 ※「新地獄少女」に改題して継続。
- ゆめゆめ☆ゆうゆう（花森ぴんく）：2005年12月号 - 2007年1月号

### 2006年開始
- しゅごキャラ!（PEACH-PIT）：2006年2月号 - 2010年2月号 ※「しゅごキャラ!アンコール!」に改題して継続。
- オレンジ・プラネット（フクシマハルカ）：2006年3月号 - 2007年12月号
- ふたりはプリキュア スプラッシュスター（原作：東堂いづみ・まんが：上北ふたご）：2006年3月号 - 2007年2月号
- ボンボンビザール〜よく効く恋のおまじない〜（ゼネラル・エンタテイメント、白沢まりも）：2006年5月号 - 2007年2月号
- もどって! まもって! ロリポップ（菊田みちよ）：2006年8月号 - 2008年2月号 ※「まもって!ロリポップ」の続編。
- スクール×ファイト（原明日美）：2006年9月号 - 2008年2月号
- ピンク💕イノセント（桃雪琴梨）：2006年10月号 - 2007年7月号

### 2007年開始
- 小川とゆかいな斎藤たち（茶匡）：2007年2月号 - 2009年9月号 ←『なかよしラブリー』
- Yes!プリキュア5（原作：東堂いづみ・まんが：上北ふたご）：2007年3月号 - 2008年2月号
- プチッと!てのりくま（ゆみみ）：2007年6月号 - 2008年12月号
- すっぱだもん！（柏木志保）：2007年6月号 - 2008年2月号
- 夢みるエンジェルブルー（白沢まりも）：2007年6月号 - 2009年10月号
- ココにいるよ!（遠山えま）：2007年7月号 - 2009年1月号
- フィアンセはモンスター!?（花森ぴんく）：2007年9月号 - 2008年2月号
- 月光ヒメジオン（安野モヨコ）：2007年12月号 - 2008年4月号

### 2008年開始
- AAA（フクシマハルカ）：2008年2月号 - 2009年4月号
- Yes!プリキュア5GoGo!（原作：東堂いづみ・まんが：上北ふたご）：2008年3月号 - 2009年2月号
- ギリコイ（山田デイジー）：2008年4月号 - 2008年11月号
- Disney's マジカルダンス!!（小鷹ナヲ）：2008年4月号 - 2009年5月号
- しゅごキャラちゃん!（原案：PEACH-PIT・漫画：ナフタレン水嶋）：2008年4月号 - 2011年1月号
- サファイア リボンの騎士（原作：手塚治虫・脚本：高橋ナツコ・作画：花森ぴんく）：2008年5月号 - 2009年7月号
- 萌えキュン!（桃雪琴梨）：2008年7月号 - 2008年12月号
- 妖界ナビ・ルナ（池田美代子・菊田みちよ）：2008年8月号 - 2010年8月号
- こどもじゃないから!（瀬田ハルヒ）：2008年10月号 - 2009年5月号
- 新地獄少女（三鼎製作委員会・永遠幸）：2008年11月号 - 2009年8月号 ※「地獄少女」の続編。「地獄少女R」に改題して継続
- ふあふあコットン（ハタノヒヨコ）：2008年12月号 - 2009年2月号

### 2009年開始
- ARISA（安藤なつみ）：2009年2月号 - 2012年9月号
- どきどき!たまタン（こげどんぼ*）：2009年3月号 - 2010年5月号
- フレッシュプリキュア!（原作：東堂いづみ・まんが：上北ふたご）：2009年3月号 - 2010年2月号
- ボーイフレンド（山田デイジー）：2009年4月号 - 2010年2月号
- 最強生徒会ツバキヨ（原明日美）：2009年5月号 - 2009年11月号
- わたしに××しなさい!（遠山えま）：2009年6月号 - 2015年7月号
- ちよこれいと（フクシマハルカ）：2009年7月号 - 2010年6月号
- 羊がいっぴき（茂呂おりえ）：2009年8月号 - 2009年10月号
- 地獄少女R（地獄少女プロジェクト・永遠幸）：2009年9月号 - 2013年4月号 ※「地獄少女」・「新地獄少女」の続編。
- ミリオンガール（桃雪琴梨）：2009年9月号 - 2010年6月号
- メルヘンちゃん（茶匡）：2009年11月号 - 2010年9月号
- 初恋ランチボックス（漫画：小鷹ナヲ・企画協力 / レシピ：SHIORI）：2009年12月号 - 2010年12月号

## 2010年代開始

### 2010年開始
- ハートキャッチプリキュア!（原作：東堂いづみ・まんが：上北ふたご）：2010年3月号 - 2011年2月号
- しゅごキャラ!アンコール!（PEACH-PIT）：2010年4月号 - 2010年9月号 ※「しゅごキャラ!」の続編。
- 中川翔子物語〜空色デイズ〜（原明日美）：2010年4月号 - 2010年7月号
- タンブリング（原作:米井理子・作画:水上航）：2010年5月号 - 2010年7月号
- 神か悪魔か（茂呂おりえ）：2010年6月号 - 2011年1月号
- 野ばらの森の乙女たち（白沢まりも）：2010年7月号 - 2011年2月号
- 先生に、あげる。（山田デイジー）：2010年8月号 - 2011年5月号
- Go!Go!なかよし団（ハタノヒヨコ）：2010年8月号 - 2014年8月号
- キミノネイロ（フクシマハルカ）：2010年9月号 - 2011年12月号
- 園芸少年（原作:魚住直子・作画:森永あい）：2010年11月号 - 2011年2月号
- ミスプリ!（青月まどか）：2010年12月号 - 2012年3月号

### 2011年開始
- さばげぶっ!（松本ひで吉）：2011年1月号 - 2017年1月号
- 恋と軍艦（西炯子）：2011年2月号 - 2015年8月号
- 甘い悪魔が笑う（鳥海ペドロ）：2011年2月号 - 2012年11月号
- 非科学常識ケータイくん!（瀬田ハルヒ）：2011年3月号 - 2011年9月号
- スイートプリキュア♪（原作：東堂いづみ・まんが：上北ふたご）：2011年3月号 - 2012年2月号
- ふたりのヒミツ。（茂呂おりえ）：2011年4月号 - 2012年2月号
- 荒野の恋（原作：桜庭一樹・作画：タカハシマコ）：2011年9月号 - 2012年9月号
- 王子とヒーロー（山田デイジー）：2011年12月号 - 2013年2月号

### 2012年開始
- 1年5組いきものがかり（フクシマハルカ）：2012年1月号 - 2013年2月号
- クギ子ちゃん（PEACH-PIT）：2012年1月号 - 2015年5月号
- AKB0048 EPISODE0（原作：秋元康、河森正治、サテライト・作画:美麻りん）：2012年2月号 - 2013年12月号
- スマイルプリキュア!（原作：東堂いづみ・まんが：上北ふたご）：2012年3月号 - 2013年2月号
- キミが好きとかありえない（あおいみつ）：2012年3月号 - 2013年7月号
- スーパーダーリン!（硝音あや）：2012年4月号 - 2012年11月号
- 小学生のヒミツ（中江みかよ）：2012年10月号 - 2016年12月号
- 出口ゼロ（瀬田ハルヒ）：2012年11月号 - 2017年6月号

### 2013年開始
- ワルツのお時間（安藤なつみ）：2013年2月号 - 2014年2月号
- 百鬼恋乱（鳥海ペドロ）：2013年2月号 - 2015年5月号
- ドキドキ!プリキュア（原作：東堂いづみ・まんが：上北ふたご）：2013年3月号 - 2014年2月号
- 少女結晶ココロジカル（高岡しゆ）：2013年4月号 - 2014年12月号
- きぐるみ防衛隊（星野リリィ）：2013年4月号 - 2015年7月号
- 恋するふたごとめがねのブルー（山田デイジー）：2013年5月号 - 2014年12月号
- つばさピチカート（春瀬サク）：2013年5月号 - 2013年12月号
- 170cm☆オトメチカ（桜倉メグ）：2013年9月号 - 2014年4月号

### 2014年開始
- 塾セン（立樹まや）：2014年2月号 - 2014年9月号
- ハピネスチャージプリキュア!（原作：東堂いづみ・まんが：上北ふたご）：2014年3月号 - 2015年2月号
- 嘘つき王子とニセモノ彼女（美麻りん）：2014年5月号 - 2015年12月号
- 呪われさん家のお嫁さま（あおいみつ）：2014年6月号 - 2014年8月号
- 利根川りりかの実験室（原作：青柳碧人・まんが：長谷垣なるみ）：2014年7月号 - 2015年6月号
- FAIRY TAIL ブルー・ミストラル（原作：真島ヒロ・まんが：渡辺留衣）：2014年9月号 - 2016年1月号
- Stella〜ナナと魔法の英単語〜（ハタノヒヨコ）：2014年10月号 - 2016年4月号
- 2.5次元彼氏（あおいみつ）：2014年12月号 - 2015年7月号

### 2015年開始
- 伯爵様は甘い夜がお好き（フクシマハルカ）：2015年2月号 - 2016年1月号
- Go!プリンセスプリキュア（原作：東堂いづみ・まんが：上北ふたご）：2015年3月号 - 2016年2月号
- 初恋はじめました。（山田デイジー）：2015年4月号 - 2016年11月号
- ピンポンドライブ（吉田はるゆき）：2015年5月号 - 2016年7月号
- 先パイ、教えてください（桜沢きゆ）：2015年8月号 - 2016年3月号
- 黒豹と16歳（鳥海ペドロ）：2015年9月号 - 2019年4月号
- 花と忍び（長谷垣なるみ）：2015年11月号 - 2017年3月号
- 探偵チームKZ事件ノート　消えた自転車は知っている（原作：藤本ひとみ、住滝良・まんが：桜倉メグ）：2015年11月号 - 2016年2月号
- 青葉くんに聞きたいこと（遠山えま）：2015年12月号 - 2018年7月号

### 2016年開始
- 鬼灯の冷徹 シロの足跡（監修：江口夏実・まんが：柴もなか）：2016年1月号 - 2020年5月号
- 九十九くんの愛はまちがっている（雪森さくら）：2016年2月号 - 2016年8月号
- 魔法つかいプリキュア!（原作：東堂いづみ・まんが：上北ふたご）：2016年3月号 - 2017年2月号
- 同級生に恋をした（美麻りん）：2016年4月号 - 2018年5月号
- カードキャプターさくら クリアカード編（CLAMP）：2016年7月号 - 2024年1月号[1]
- ボクの恋は3分しかもたない（茅やな）：2016年7月号 - 2016年12月号
- マホタン〜活字中毒者の魔本探索、あるいは裏図書館のこと〜（伊咲ウタ）：2016年8月号 - 2016年10月号
- ゆずのどうぶつカルテ〜こちらわんニャンどうぶつ病院〜（伊藤みんご・原案協力：日本コロムビア）：2016年9月号 - 2019年12月号
- そのボイス、有料ですか？（原作：さなだはつね・まんが：甘里シュガー）：2016年11月号 - 2017年6月号

### 2017年開始
- 先輩！今から告ります!（慎本真）：2017年1月号 - 2019年6月号
- ワタシガリ（秋本葉子）：2017年1月号 - 2017年3月号
- キラキラ☆プリキュアアラモード（原作：東堂いづみ・まんが：上北ふたご）：2017年3月号 - 2018年2月号
- 氷山くんは家庭教師（三月トモコ）：2017年2月号 - 2017年8月号
- ジミ婚（遠山えま）：2017年2月号 - 2017年6月号、2018年10月号
- キミと最後の初恋を（中江みかよ）：2017年3月号 - 2018年2月号
- キスする街角（西炯子）：2017年3月号 - 2018年3月号
- ねこ色保健室（松本ひで吉）：2017年4月号 -  2019年9月号[2]
- はたらく細菌（監修：清水茜・まんが：吉田はるゆき）：2017年5月号 - 2020年8月号
- はちみつトラップ（甘里シュガー）：2017年10月号 -  2018年5月号
- 羽柴くんは152センチ（日向きょう）：2017年10月号 -  2018年1月号

### 2018年開始
- 秘密のチャイハロ（原作：鈴木おさむ・まんが：桜倉メグ）：2018年1月号 - 2020年7月号[3]
- キスしたいってねだってみろよ（三月トモコ）：2018年2月号 - 2019年1月号
- HUGっと!プリキュア（原作：東堂いづみ・まんが：上北ふたご）：2018年3月号 - 2019年2月号
- ブラット・ハント　ちゅっ（山田デイジー）：2018年5月号 - 2019年4月号
- ミラクルニキ 〜ニキのおきがえダイアリー〜（原案：Nikki Inc.・まんが：壱コトコ）：2018年6月号 - 2019年5月号
- 王子が私をあきらめない!（アサダニッキ）：2018年8月号 - 2022年8月号 ← 『ARIA』
- かりんちゃんねるはじめてみた!（中江みかよ）：2018年8月号 - 2019年7月号[4]
- シーク様とハーレムで。（美麻りん）：2018年9月号 - 2021年2月号
- ヴァンパイア男子寮（遠山えま）：2018年12月号 - 2022年8月号、2023年1月号[5] - 2024年7月号[6]

### 2019年開始
- わかメン 〜The Mineral Boys〜（森下suu）：2019年2月号 - 2020年5月号
- 大地先輩はズルすぎます!（雨玉さき）：2019年2月号 - 2019年10月号
- スター☆トゥインクルプリキュア（原作：東堂いづみ・まんが：上北ふたご）：2019年3月号 - 2020年2月号
- はらぺこペンギンカフェ（きゃらきゃらマキアート）：2019年3月号 - 2021年12月号 ※2021年12月に連載終了を発表[7]
- この恋、叶いますか？（雨宮うり）：2019年4月号 - 2020年1月号
- 星くんは恋を忘れてる（甘里シュガー）：2019年6月号 - 2020年2月号
- シークレット・シンデレラ 〜甘い秘密〜（ぷりぷりろーず）：2019年7月号[4] - 2020年11月号[8]
- 千紘くんは、あたし中毒。（伊藤里）：2019年7月号[4] - 2025年2月号[9]
- 東京ノラ（アリムラモハ）：2019年7月号[4] - 2021年11月号
- 蝶か犯か 〜極道様 溢れて溢れて泣かせたい〜（鳥海ペドロ）：2019年9月号[2] - 2022年4月号 → 『姉フレ』へ移籍[10]
- 魔女怪盗LIP☆S（原作：鏡はな・まんが：壱コトコ）：2019年11月号[11] - 2021年7月号

## 2020年代開始

### 2020年開始
- 東京ミュウミュウ オーレ!（まんが：青月まどか・原案：講談社）：2020年1月号[12] - 2022年9月号[13]
- ぼくらのスタア☆ガール（那波マオ）：2020年2月号[14] - 2021年4月号
- キミも今日から東大脳! QuizKnockの館へようこそ（まんが：瀬田ハルヒ・協力：QuizKnock）：2020年2月号[14] - 2022年1月号[15]
- ヒーリングっど♥プリキュア（原作：東堂いづみ・まんが：上北ふたご）：2020年3月号 - 2021年2月号[16]
- JSのトリセツ（まんが：雨玉さき・協力：株式会社ワコール）：2020年7月号[3] - 2021年3月号
- 新婚だけど片想い（雪森さくら）：2020年8月号[17] - 2024年9月号[18]
- どうせ、恋してしまうんだ。（満井春香）：2020年12月号[19] - 連載中
- まんが こども六法 開廷!こども裁判（原案：山崎聡一郎（『こども六法』弘文堂）・まんが：伊藤みんご）：2020年12月号[19] - 2021年6月号[20]

### 2021年開始
- SHAMAN KING & a garden（原作：武井宏之・構成：ジェット草村・まんが：鵺澤京）：2021年1月号[21] - 2022年6月号
- アンライバルド NAOMI天下一（監修：大坂まり・構成：水野タマ・まんが：上北ふたご）：2021年2月号[16] - 2022年2月号
- トロピカル〜ジュ!プリキュア（原作：東堂いづみ・まんが：上北ふたご）：2021年3月号[22] - 2022年2月号
- かみつかないで、キスしてよ（夏園豪華）：2021年8月号[23] - 2022年5月号
- とむとじぇりーナナイロ（監修：ワーナー・ブラザース・まんが：きゃらきゃらマキアート）：2021年8月号[23] - 2021年12月号 ※2021年12月に連載終了を発表[7]
- マーメイドメロディー ぴちぴちピッチ aqua（花森ぴんく）：2021年9月号[24] - 連載中
- もふもふ男子 アル川パカ之助くん（市橋イズナ）：2021年10月号 - 連載中 ※不定期連載[25]
- 偽り姫の内緒ごと〜後宮で身代わりの妃を演じたら、皇帝と護衛に寵愛されました〜（原作：雨川透子・まんが：桜倉メグ）：2021年12月号[26] - 2023年10月号 ※『Palcy』で先行配信[27]
- ペンギンたち。（アリムラモハ）：2021年12月号[26] - 2025年2月号[9]

### 2022年開始
- ギフテッド（原作：天樹征丸・まんが：雨宮理真）：2022年1月号[15] - 連載中
- 恋するぼくらのないしょ話（まんが：優姫夢・協力：辻ともすけ）：2022年2月号 - 2023年5月号
- デリシャスパーティ♡プリキュア（原作：東堂いづみ・まんが：上北ふたご）：2022年3月号[28] - 2023年2月号
- 香るわたしにキスをして。（壱コトコ）：2022年4月号[29] - 2023年9月号
- おはよう！スパンク てくてく（まんが：たかなし♥しずえ・原作：雪室俊一）：2022年9月号[13] - 2023年8月号 ※期間限定連載[30]
- キミしか推せない！（咲良香那）：2022年9月号[13] - 2022年12月号
- きらきら星と恋のバラード（うさぎ恵美）：2022年10月号[31] - 2023年1月号
- おじねこ（植月えみり）：2022年11月号[32] - 連載中
- ひとりじめしたい、恋なんだ（夏園豪華）：2022年12月号[33] - 2024年1月号

### 2023年開始
- 魔女メイドは女王の秘密を知っている（遠山えま）：2023年1月号[5] - 2025年3月号[34]
- 俺ともう一度、初恋（長谷垣なるみ）：2023年2月号[35] - 2025年7月号[36]
- お金のコンパス（伊藤みんご）：2023年3月号[37] - 2025年6月号[38]
- ひろがるスカイ!プリキュア（原作：東堂いづみ・まんが：上北ふたご）：2023年3月号[37] - 2024年2月号
- 変幻の半狐（いくたはな）：2023年6月号[39] - 2024年12月号[40]
- ぽんのみち（原作：IIS-P、キャラクター原案：春場ねぎ、まんが：卯花つかさ）：2023年10月号[41] - 2024年4月号
- おとなりさんはキスより甘い（咲良香那）：2023年11月号 - 2024年9月号[42]

### 2024年開始
- 花に噛みぐせ（壱コトコ）：2024年3月号[43] - 連載中
- わんだふるぷりきゅあ!（原作：東堂いづみ・まんが：上北ふたご）：2024年3月号[43] - 2025年2月号[9]
- プロミスオブスターシード（原作：立原翠十・漫画：小麦なぎさ）：2024年7月号[44] - 2025年3月号[34]
- お嬢サマは初恋にご執心につき、（丸田菜摘）：2024年8月号[45] - 2024年11月号[46]
- しゅごキャラ! ジュエルジョーカー（PEACH-PIT）：2024年9月号[18] - 連載中
- 有馬さんはこだわりが強すぎる（北見あんず）：2024年12月号[40] - 連載中
- 僕らが春を告げる頃（アメノ）：2024年12月号[47] - 2025年9月号[48]

### 2025年開始
- キミとアイドルプリキュア♪（原作：東堂いづみ・まんが：上北ふたご）：2025年3月号[34] - 連載中
- ハルメイ（雨宮うり）：2025年5月号[49] - 連載中 ※『Palcy』でも連載[49]（追っかけ連載）[50]
- 御影くんは推しがつよい（やまもと桃）：2025年6月号[51] - 連載中
- 憑きもの物件あります 番外編（ゆきだるま）：2025年7月号[36] - 連載中 ※短期集中連載[36]
- 王子の最恋（いくたはな）：2025年8月号[52] - 連載中

## 派生誌作品と開始時期不明作品
- みどりの風 愛のうた（神崎順子）：1978年4月号 - （増刊なかよし）
- わたしだけの指定席（高杉菜穂子）：1983年 - 1983年
- 蒼き守護神（星川とみ）：1984年 - 1985年
- 藍の風景 （こうの雅美、砂岸あろ）：1984年 - 1984年
- かぼちゃ物語（いでまゆみ）：1985年1月号[53] - 1985年6月号[54]（なかよしデラックス）
- 暗闇に鈴が鳴る（曽根原澄子）：1985年 - 1985年
- 15歳のエチュード（八木ちあき）：1985年 - 1985年
- そっとI Love You（高杉菜穂子）：1985年 - 1986年
- つたえられたら素敵（高杉菜穂子）：1985年 - 1985年
- どっきんハートはマリンブルー（西原ちか）：1985年 - 1986年
- 涙のむこうにラブゴール（八木ちあき）：1985年 - 1986年
- ふたりめの神話（曽祢まさこ）：1985年 - 1986年
- 星屑ファンタジー（原ちえこ）：1985年 - 1986年
- マリエ背番号16（高橋千鶴）：1985年 - 1987年
- 赤い悪魔の子守歌（原作：藤本ひとみ・作画：関よしみ）：1986年 - 1986年
- 悪魔の十三夜（曽祢まさこ）：1986年 - 1987年
- 王子さまーっ（高橋千鶴）：1986年 - 1986年
- 血色の闇（関よしみ）：1986年 - 1987年
- 幻想組曲 -ばらによせて-（曽祢まさこ）：1986年 - 1987年
- 舞舞草の谷（長野加代子）：1986年 - 1986年
- あいどるし隊っ（富沢珠緒）：1987年 - 1988年
- すきなのかしら（富沢珠緒）：1987年 - 1987年
- でこぼこキューピッド（響理奈）：1987年 - 1987年（なかよしデラックス）
- 涙をラッピング（竹田真理子）：1987年 - 1988年
- ピエロがPO（響理奈）：1987年 - 1988年
- ふしぎ館の相続人（曽祢まさこ）：1987年 - 1988年
- ふたりのポプリ（わだかづよ）：1987年 - 1987年
- もうすぐ春ですね（たておか夏希）：1987年2月号 - 1987年4月号（なかよしデラックス）
- ばいばいサラダ（響理奈）：1988年 - 1989年
- およしになってよ先生（富沢珠緒）：1989年 - 1989年
- なでしこ学園（富沢珠緒）：1989年 - 1989年
- さくら前線（たておか夏希）：1989年3月号 - 1989年5月号（なかよしデラックス）
- おじょうさまカンパニー（富沢珠緒）：1990年 - 1990年
- 空とぶ王子様（響理奈）：1990年 - 1990年
- ぼくたちはDRYじゃない（飛鳥あると）：1990年 - 1990年
- アリスの時間（あさぎり夕）：1991年6号 - 1992年2号
- 幸福堂（上野すばる）：1992年 - 1993年
- 恋の熱帯低気圧（海野つなみ）：1993年 - 1993年
- 砂にかいたテレフォンナンバー（たておか夏希）：1993年 - 1993年
- お月様のことばかり（たておか夏希）：1997年 - 1997年
- 神様のこどもたち（野村あきこ）：1997年 - 1997年
- 西園寺さんと山田くん（海野つなみ）：1997年 - 1997年
- 夏色のグラデーション（有沢遼）：1997年 - 1997年
- きょにゅう★刑事（ハットリユカコ）：2003年4月号
- 未来は僕等の手の中（原明日美）：2004年5月号
- 貯めてみせまショウ!（安藤なつみ）(るんるん)
- 学校の怪談4（笹野鳥生）
- すずめのチュンちゃん（あなだ♠もあ）（なかよしデラックス）
- ふぞろいのキノコたち（いそがいちあき）
- 魔女に白い花束を（曽祢まさこ）
- 娘。物語ミラクル♥（星野真弓）
- 若おかみは小学生!（令丈ヒロ子・おおうちえいこ）
- ひみつのアッコちゃん（赤塚不二夫）[注釈 2]